# Chase Coleman
Chase Coleman (Tuscaloosa, 20 marzo 1985) è un attore statunitense.
È meglio conosciuto per il suo ruolo di Billy Winslow nella serie tv Boardwalk Empire - L'impero del crimine.

## Biografia
Chase Coleman è nato a Tuscaloosa, in Alabama e cresciuto a Monroe, Louisiana. Ha frequentato il Grace Episcopal School per alta istruzione elementare e media e si è laureato al St. Frederick Catholic High School. Nel suo secondo anno di liceo, ha iniziato a cantare e suonare musica nel suo primo gruppo rock.
Ha frequentato l'University of Louisiana a Monroe laureandosi in marketing. 
Nel suo secondo anno di college, inizia a interessarsi alla recitazione. Si esibisce con la Community Theatre Straus e il Theatre of the University of Louisiana a Monroe

## Carriera
Coleman è stato invitato a Dallas per competere al modello Mike Beaty e Talent Expo. Fu lì che Chase ha vinto numerosi premi, tra cui miglior monologo e il modello di forma fisica generale. Fu scoperto dal talent manager Suzanne Schachter e invitato ad andare a New York per testare il mercato per l'estate. Gli viene offerto il ruolo di Garrett per One Life to Live. Ha ricevuto molte offerte di lavoro come attore e rimase a New York, facendo corsi on-line, al fine di terminare la sua laurea in marketing. Nel 2006, ha firmato con la società Suzelle Enterprises e Abrams Artists Agency attraverso Paul Reisman. Durante la sua permanenza a New York, ha studiato presso la HB Studio con Lorraine Serabien, Susan Batson al Black Nexxus, e con Jennifer Gelfer al Haymarket Annex Master Class
Coleman è conosciuto per il ruolo di Billy Winslow nella prima stagione di Boardwalk Empire - L'impero del crimine, così come guest star in The Good Wife, Gossip Girl, Law & Order - I due volti della giustizia e Kings. Ha avuto molti ruoli di supporto in film indipendenti: come New York City Serenade, Catahoula e God Don't Make the Laws.
Ha fondato la società di produzione Bloodstone Productions e ha creato il cortometraggio Into the Rose Garden che ha scritto, diretto e interpretato.
Attualmente sta lavorando sulla serie tv The Originals come guest star nel ruolo del lupomannaro Oliver.

## Filmografia

### Cinema
- New York City Serenade, regia di Frank Whaley (2007)
- God Don't Make the Laws, regia di David Sabbath (2011)

### Televisione
- Scarlett (2006)
- One Life to Live - serie TV, 11 episodi (2006-2007)
- Gossip Girl - serie TV, 2 episodi (2007)
- Law & Order: Criminal Intent - serie TV, episodio 7x08 (2007)
- Kings - serie TV, 2 episodi (2009)
- The Good Wife - serie TV, episodio 1x03 (2009)
- Boardwalk Empire - L'impero del crimine - serie TV, 3 episodi (2010)
- In Between Men - serie TV, 15 episodi (2010-2013)
- The Americans  - serie TV, episodi 1x01, 1x03 (2013)
- The Originals - serie TV, 12 episodi (2014)
- Aquarius - serie TV, 3 episodi (2016)
- Febbre d'amore (The Young and The Restless) - soap opera, 15 episodi (2020)

## Doppiatori italiani
Nelle versioni in italiano delle opere in cui ha recitato, Chase Coleman è stato doppiato da:
- Leonardo Graziano in The Originals
- Stefano Valli in Aquarius

## Premi e riconoscimenti
- Screen Actors Guild Awards
  - 2010 - Vinto Screen Actors Guild Award per il miglior cast in una serie drammatica (Boardwalk Empire - L'impero del crimine)
- Inside Soap Awards
  - 2011 - Nomination Miglior attore non protagonista in una serie drammatica (In Between Men)